# William Adams
William Adams  (n. 24 septembrie 1564, Gillingham, Kent – d. 16 mai 1620, Hirado, Nagasaki)  a fost primul călător englez care ajunge în Japonia, unde va trăi până la moarte, probabil el fiind primul european care este numit samurai. Adams trăiește în Japonia în așa numita epocă Nanban (1543-1650), perioadă în care Japonia duce o politică comercială de deschidere spre Europa.